# Piss
Piss è un singolo del gruppo musicale statunitense Pantera, pubblicato nel 2012 dalla Atlantic Records.

## Descrizione
La canzone fu scritta inizialmente per l'album del 1992 Vulgar Display of Power, ma rimase inedita fino all'aprile 2012, quando venne rimasterizzata e pubblicata come singolo digitale su iTunes Store il 12 aprile.

## Video musicale
Il videoclip è stato trasmesso in diretta l'11 aprile 2012 in occasione dei Revolver Golden Gods Awards su Xbox Live e sulla pagina ufficiale di Facebook del magazine organizzatore dell'evento Revolver Magazine. Il videoclip è stato diretto da Zack Merck e contiene scene riprese a Los Angeles e video inviati dai fan di tutto il mondo.

## Tracce
Testi e musiche di Phil Anselmo, Dimebag Darrell, Rex Brown e Vinnie Paul.
1. Piss – 4:22

## Classifiche
| Classifica (2012)             | Posizione massima |
| ----------------------------- | ----------------- |
| Stati Uniti (mainstream rock) | 23                |